# Trinidad González
María Trinidad González Castrueza (21 de agosto de 1828 – 26 de noviembre de 1868) fue la esposa del General de División Juan Nepomuceno Méndez, quien se desempeñara como presidente de México entre 1876 y 1877. Ella nunca fue primera dama pues murió casi una década antes de que su marido ocupase la presidencia.

## Biografía
Originaria de Tetela del Oro, hoy Tetela de Ocampo, en el estado de Puebla, nació en 1828; emigró a Huamantla y regresó a su ciudad natal a principios del año de 1843. Ahí llegó en compañía de su tío, el presbítero Miguel Castrueza, quien se hizo cargo de la Parroquia de Santa María Tetela. Trinidad estaba colmada de grandes virtudes, mismas que enamoraron a un joven poblano, ocho años mayor que ella, el comerciante Juan N. Méndez. Se hicieron novios y Méndez solicitó su mano; contrajeron matrimonio el 31 de agosto de 1843 en Tetela de Ocampo.
La unión no fue bien recibida por la familia de su esposo, por lo que Méndez tuvo que trabajar arduamente por su propia cuenta sin el apoyo de su padre para sostener a su recién formada familia; desempeñándose como platero. Sin embargo, lamentablemente, como el trabajo implica el uso de sustancias tóxicas, Méndez se enfermó de gravedad y perdió la vista temporalmente. Gracias a la intervención de sus amistades, hubo la reconciliación entre su esposo y su suegro José Mariano Méndez; quien le dio un pequeño capital que el joven Juan empleó inteligentemente, logrando establecer una próspera casa comercial, además de comercializar con la vainilla y la plata. 
Vivieron 25 años de feliz matrimonio, viviendo siempre en el estado de Puebla. Desafortunadamente, Trinidad González de Méndez murió muy joven, a los 40 años de edad el día 26 de noviembre de 1868. Su esposo nunca volvió a casarse. Su fallecimiento fue un duro golpe para Juan N. Méndez, quien queda abatido y con profunda tristeza. Se aleja de la vida pública, logrando sobreponerse sobre la base de los anhelos de libertad de su pueblo. 
La señora González Castrueza de Méndez pereció antes de que su marido fuese presidente de México, de modo que no pudo acompañarlo los pocos días que estuvo al frente del país. Juan N. Méndez es uno de los pocos mandatarios mexicanos que no estuvieron casados durante su ejercicio de la presidencia.
- Datos: Q6152733